# Langues du Bas-Mamberamo
On appelle langues du Bas-Mamberamo deux langues parlées dans la région de l'embouchure du fleuve Mamberamo, dans le kabupaten (département) de Jayapura de la province indonésienne de Papouasie :
- Le warembori, parlé par 600 personnes[1] dans les villages de Warembori, Tamakuri et Bonoi.
- Le yoke, parlé par 200 personnes[1] à l'est du fleuve, dans le village de Mantarbori.

Ces deux langues sont les seuls représentants d'une famille linguistique classée dans la catégorie des langues papoues.